# История Палестины
История Палестины — история одной из древнейших областей в мире, постоянно заселённой с доисторических времён и служившей основным путём миграции древних людей из Африки на другие континенты, что подтверждают археологические раскопки данной местности, например в заповеднике Нахаль Меарот, объекте Всемирного наследия ЮНЕСКО. Также это история одного из первых в мире районов, где появилось земледелие и города, а в дальнейшем история войн за право держать под контролем территорию, лежащую на пересечении путей из Африки, Европы и Азии.

## Древнейшая история

Палестина, Израиль, Иудея, Идумея

Первыми людьми на территории Палестины были эректусы, которые жили на берегу реки Иордан ещё 790 тыс. лет до н. э. и уже умели добывать огонь.
Во времена среднего палеолита здесь жили неандертальцы, чьи останки найдены в пещерах горы Кармель. Самые южные свидетельства существования неандертальцев найдены в пещере Шукба, расположенной на палестинском Западном берегу реки Иордан в провинции Рамалла и эль-Бира. Вместе с зубом неандертальца (нижний правый постоянный первый моляр M1) NHMUK PA EM 3869 в брекчии слоя D найдены каменные орудия нубийской технологии Леваллуа, ранее считавшиеся характерными для Homo sapiens.
В эпоху мезолита сюда переселились племена натуфийской культуры. Около 9 тысяч лет назад здесь был построен Иерихон. На смену натуфийцам пришла тахунийская культура докерамического неолита (VIII тыс. до н. э.), сменившаяся ярмукской культурой (VI тыс. до н. э.).

## Ханаан
В IV тыс. до н. э. на основе метисации кочевых семитских и местных протохурритских племен формируется гасульский период раннего Ханаана (IV тыс. до н. э.). Ханаанский период продолжался 2 тыс. лет до вторжения протоеврейских племён. Некоторое время Палестина принадлежала Древнему Египту, важным форпостом которого являлся город Лахиш. В XVIII веке до н. э. Палестина испытала нашествие гиксосов.
В XII веке до н. э. в Ханаане поселились филистимляне, от имени которых впоследствии произошло название территории. Термин «Палестина» изначально происходил от слова «Палешет» (ивр. פלשת‎), которым древние евреи обозначали территорию между нынешними Ашдодом и Газой вдоль берега Средиземного моря.

## История Древнего Израиля и Иудеи
Согласно Библии, древнееврейские племена под предводительством Иисуса Навина вторглись на территорию Ханаана с востока, через территорию Моава, и первой их жертвой стал Иерихон. Захватив большую часть территории Ханаана, древнееврейские племена натолкнулись на серьёзное сопротивление в лице филистимлян, осилить которых удалось лишь в царствование царей Давида и Соломона. После смерти последнего в 928 до н. э. древнееврейское царство разделилось на северную (Израиль) и южную часть (Иудея со столицей в Иерусалиме). В 722 году до н. э. Израиль был захвачен ассирийцами. Они изгнали израильтян, а на их место привели нееврейских поселенцев из Месопотамии и Сирии: гутиев, халдеев, арамеев (4Цар. 17:24). В последующем их потомки стали называться самаритянами. В 586 году до н. э. Иудею завоевал вавилонский царь Навуходоносор II, однако вскоре новые хозяева Междуречья персы возвратили иудеев из Вавилонского плена. В IV веке до н. э. владельцами Палестины стали сначала эллинистические Селевкиды, а затем римляне.

## Римский и византийский периоды
Римский период начался в 66 году до н. э., когда Помпей присоединил Палестину в числе прочих территорий Восточного Средиземноморья, после победы над армянским царём Тиграном Великим. Первоначально местная иудейская региональная элита в лице династии Хасмонеев приветствовала новых властителей, считая, что далёкие римляне будут меньше вмешиваться во внутренние дела их страны. Однако римляне вскоре привели к власти более лояльную себе идумейскую династию, самым известным представителем которой стал царь Ирод Великий.
Рост апокалиптических ожиданий мессии и попытка римского императора Адриана построить храм Юпитера в Иерусалиме вызвали в 132 году восстание Бар-Кохбы, которое окончилось неудачей. Согласно некоторым источникам, до 1000 населённых пунктов были разрушены и более 500 000 человек были убиты, значительное количество евреев было изгнано римлянами из страны. Провинция Иудея была переименована в Сирия Палестинская, с тем, чтобы навсегда стереть память о еврейском присутствии в этих местах.
Основное еврейское население в этот период переместилось из Иудеи в Галилею и на Голанские высоты. Однако, несмотря на гонения, наиболее важные для иудаизма религиозные тексты, Мишна и Талмуд, были составлены именно в этот период (II—V века).
Тем временем, после раздела Римской империи в 395 году Палестина стала провинцией Византии. К этому времени среди местного эллинизированного населения сформировалась сильная христианская община, известная как Иерусалимская православная церковь. Преподобный Иларион Великий инициирует в Палестине монашеское движение. Несмотря на значительное уменьшение численности евреев ко второй половине V века, в Галилее даже в этот период сохранялось еврейское большинство.
В 614 году персидские войска, при поддержке местных евреев, завоевали Палестину, присоединив её к империи Сасанидов. Короткий персидский период сопровождался восстановлением еврейского влияния в регионе и гонениями на православных христиан, в которых видели «пятую колонну» Византии: церкви были разорены, а Животворящий Крест увезён в Иран.
После победы над Персией в 629 году византийский император Ираклий I торжественно вступил в Иерусалим — Палестина снова стала провинцией Византии. В 629—630 годах, в результате массовых убийств и гонений на евреев, вызванных Ираклием, еврейское присутствие в регионе достигло своего минимума за всю трёхтысячелетнюю историю, но полностью не исчезло.

## Арабский период (638—1099)
Первое вторжение арабов в Палестину датируется 634 годом, когда войска халифа Абу Бакра захватили византийскую крепость Босра на западном берегу реки Иордан. Полностью вытеснить византийцев им удалось только после битвы при Ярмуке, после которой в 638 году патриарх Софроний передал ключи от Иерусалима халифу Омару. В арабский период в Иерусалиме на Храмовой горе были построены всемирно известные мечети Аль-Акса и Купол Скалы. Под влиянием ислама местное некогда эллинизированное население арабизировалось. После ослабления Арабского халифата в X веке контроль над Палестиной перешёл египетской династии Тулунидов, которых сменили турки-сельджуки и, с 1098 года, вновь египетские Фатимиды.

## Период крестоносцев (1099—1291)

Палестина в XII веке

В 1099 году европейские крестоносцы штурмом взяли Иерусалим, а их предводитель Готфрид Бульонский учредил Иерусалимское королевство. Власть королевства помимо Палестины распространялась на Ливан и приморскую Сирию. В этот период в Палестине строились многочисленные замки (в том числе в Газе, Яффе, Акре, Арсуре, Цфате и Цезарии). Однако малочисленность рыцарства, вражда иоаннитов и тамплиеров, нерегулярность поддержки со стороны европейских метрополий привели к падению королевства. Последним оплотом крестоносцев стала Акра, оставленная в 1291 году.

## Период мамлюков (1291—1516)
В 1187 ощутимый удар по крестоносцам нанёс Салах-ад-дин, которому удалось на время захватить Иерусалим. Он был представителем египетской династии Айюбидов (1169—1250), которую сменили мамлюки. Палестина в эпоху Айюбидов (1187—1253) представляла собой часть средневекового мусульманского государства, подчинённого Египту. Египтяне закрепили своё право на владение Палестиной 3 сентября 1260 года, отразив монгольское нашествие в битве при Айн-Джалуте. Воодушевившись победой, мамлюки под предводительством Бейбарса последовательно захватили замки крестоносцев в северной Палестине: в 1265 прекратили своё сопротивление Цезария и Арсуф, а в 1266 Сафед.

## Под властью Османской империи (1516—1917)

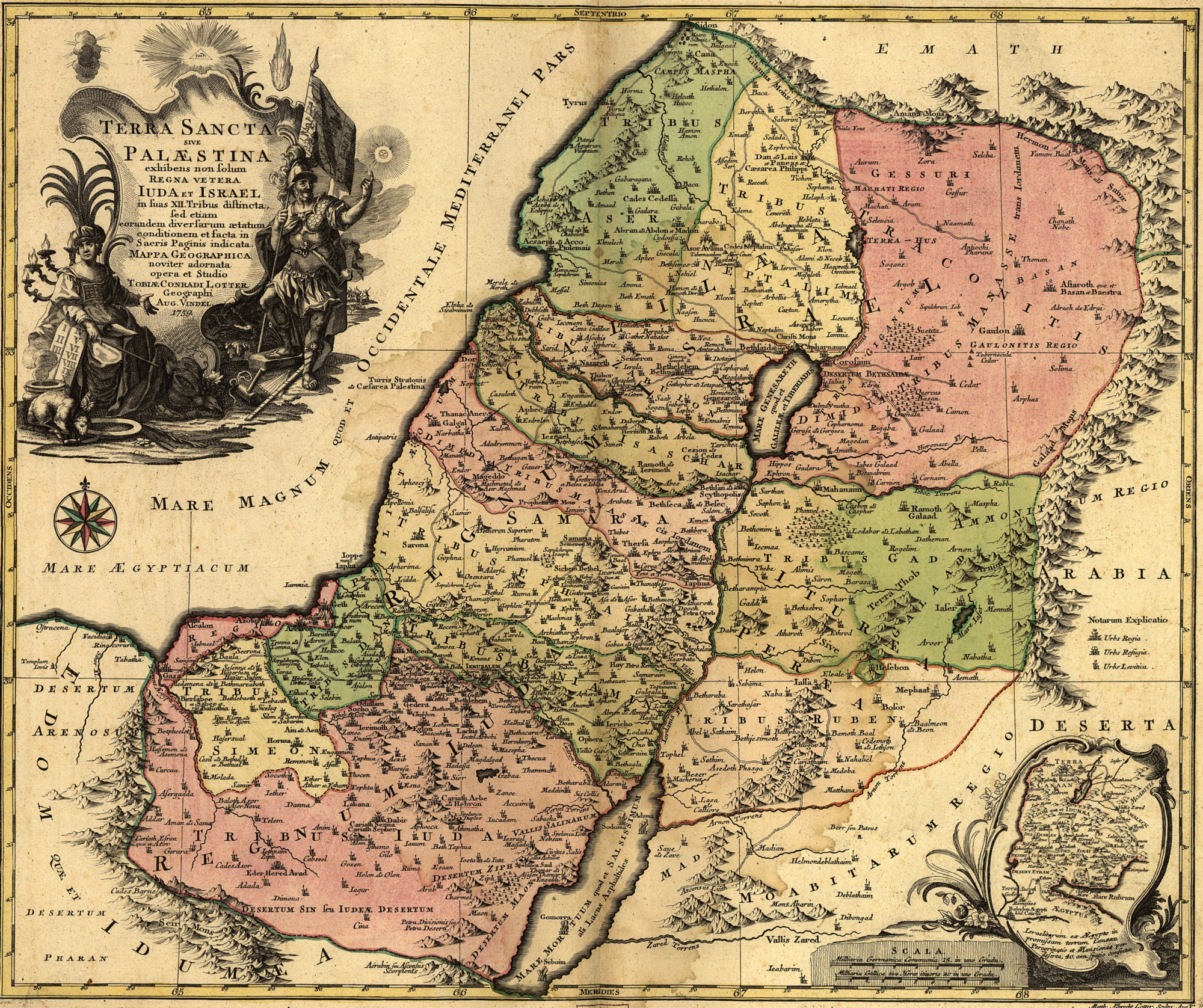
Карта Палестины, около 1759

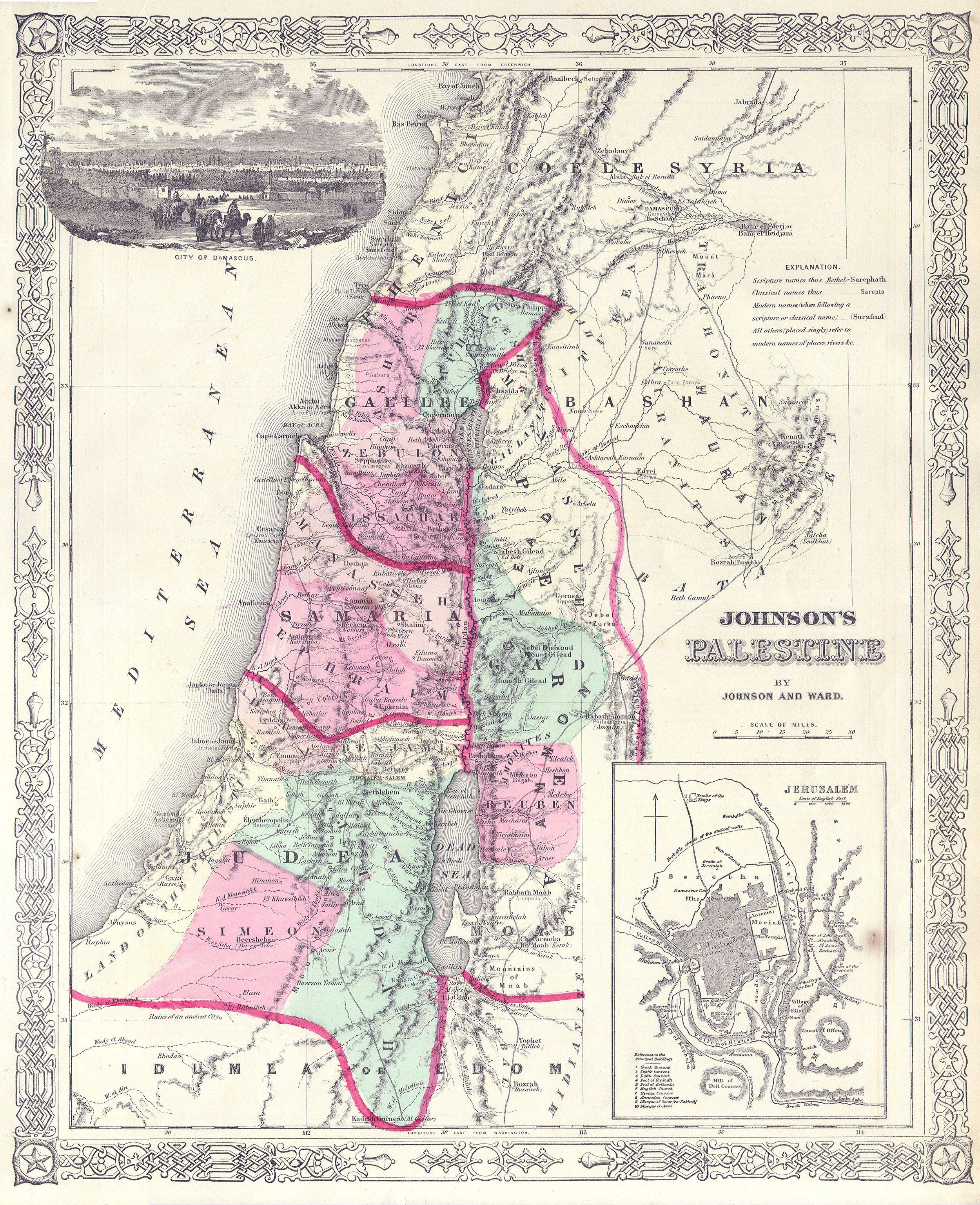
Карта Палестины, около 1864

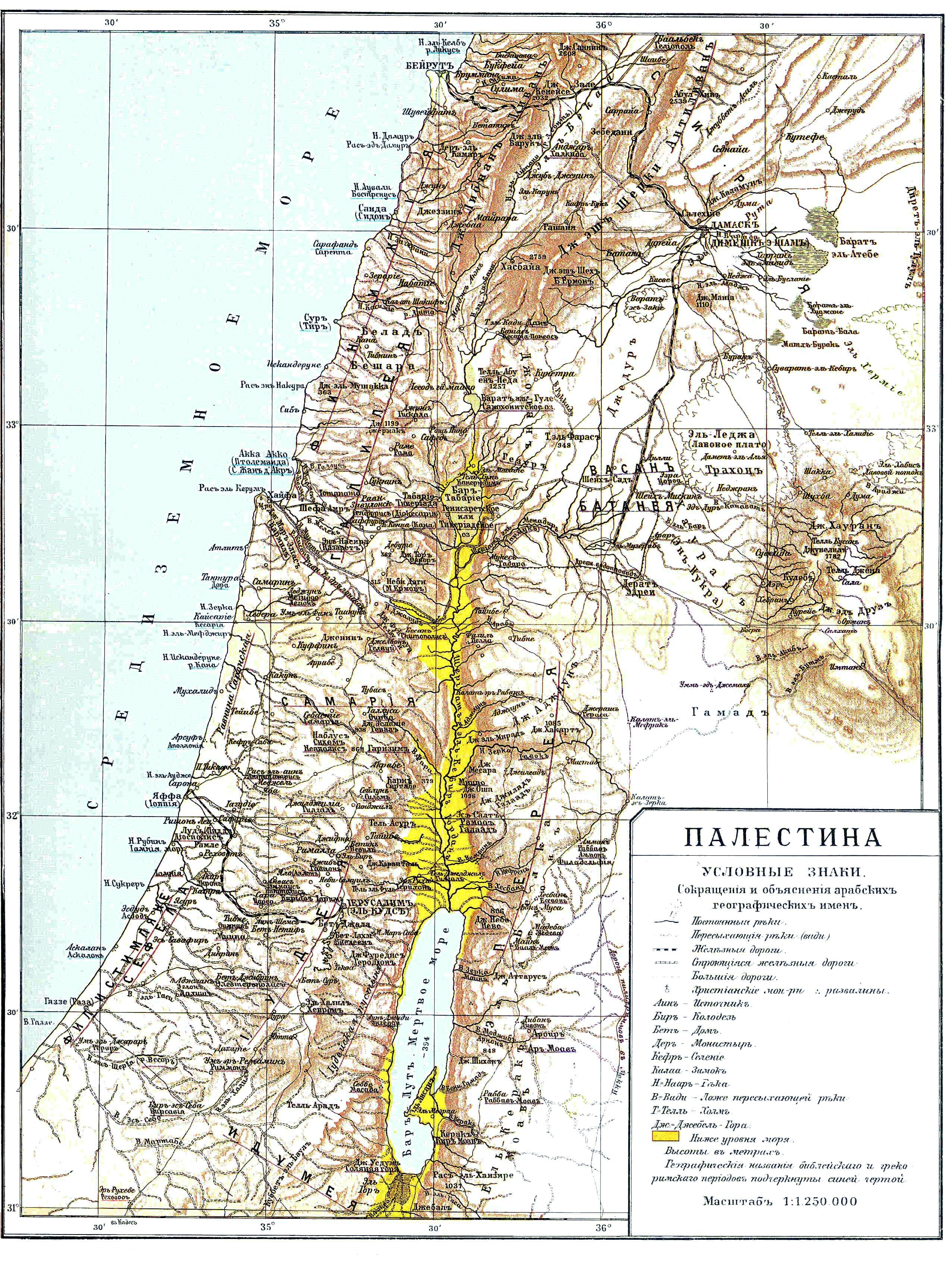
Карта Палестины, около 1900 года

В 1517 году территория Палестины была завоёвана турками-османами под предводительством султана Селима I (1512—1520). В течение 400 лет она оставалась частью огромной Османской империи, охватывавшей значительную часть юго-восточной Европы, всю Малую Азию и Ближний Восток, Египет и Северную Африку.
Христиане и иудеи, согласно мусульманским законам, имели статус «зимми» — то есть пользовались относительной гражданской и религиозной свободой, но не имели права носить оружие, служить в армии и ездить на лошадях и были обязаны платить особые налоги. В этот период евреи Палестины жили главным образом за счёт благотворительных поступлений из-за границы.
В течение XVI века большие еврейские общины пускали корни в Земле Израиля в четырёх святых городах: Иерусалиме, Хевроне, Цфате и Тверии.
В начале XVIII века была предпринята одна из самых значительных попыток алии из Европы и обновления еврейского религиозно-национального центра в Иерусалиме. Во главе этого движения стоял рабби Иехуда Хасид, прибывший в Иерусалим в 1700 году во главе около тысячи своих последователей — выходцев из различных стран Европы. До их прибытия иерусалимская община насчитывала 1200 человек, в том числе 200 ашкеназов. Однако сам Иехуда Хасид после прибытия в страну внезапно умер. Между его последователями и обременённой долгами ашкеназской общиной Иерусалима возникли трения, приведшие к сожжению ашкеназской синагоги кредиторами-арабами (1720) и выселению евреев-ашкеназов из города. Долгое время после этих событий еврейские иммигранты из Европы селились главным образом в Хевроне, Цфате и Тверии.
В начале XVIII века против турецкого господства поднял восстание арабский шейх из Назарета Дахир аль-Омар.
В начале 1799 года в Палестину вторгся Наполеон. Французам удалось овладеть Газой, Рамлой, Лодом и Яффой. Упорное сопротивление турок остановило продвижение французской армии к городу Акко, на помощь туркам пришёл английский флот. Французскому генералу Клеберу удалось одержать победу над турками у Кафр-Канны и у горы Тавор (апрель 1799). Однако из-за отсутствия тяжёлой артиллерии Наполеон не сумел овладеть крепостью Акко и был вынужден отступить в Египет.
В 1800 году население Палестины не превышало 300 тысяч, 25 тысяч из которых составляли христиане, которые были весьма рассеяны по Палестине. Главные места концентрации христианского населения — в Иерусалиме, Назарете и Вифлиеме — контролировались православной и католической церквями. Евреи (главным образом сефарды) составляли 5 тысяч и в основном были по-прежнему сосредоточены в Иерусалиме, Цфате, Тверии и Хевроне. Остальное население страны (около 270 тысяч) составляли мусульмане, почти все — сунниты.
В период 1800-31 гг. территория страны делилась на две провинции (вилайеты). Центрально-восточный горный район, простиравшийся от Шхема на севере до Хеврона на юге (включая Иерусалим), относился к Дамасскому вилайету; Галилея и прибрежная полоса — к вилайету Акко. Большая часть Негева находилась в этот период вне османской юрисдикции.
В 1832 году территория Палестины была завоёвана Ибрахим-пашой, сыном и военачальником вице-короля Египта Мухаммада-Али. Его резиденция расположилась в Дамаске. Палестина, северная граница которой достигала Сидона, стала единой провинцией. Египтяне, правившие страной восемь лет (1832—1840), провели некоторые реформы по европейскому образцу, что вызвало сопротивление арабов и восстания в большинстве городов страны, которые были подавлены силой. В период египетского господства проводились широкие исследования в области библейской географии и археологии. В 1838 г. египетское правительство разрешило Англии открыть консульство в Иерусалиме (ранее консульства европейских держав существовали только в портовых городах — Акко, Хайфе и Яффе, а также в Рамле). Спустя 20 лет все крупные государства Запада, включая США, имели в Иерусалиме консульские представительства.
В XIX веке Иерусалим снова превратился в важнейший еврейский центр Эрец-Исраэль. Цфат, соперничавший с Иерусалимом за духовное первенство, сильно пострадал в результате землетрясения (1837), унёсшего жизни около 2 тысяч евреев, и пришёл в упадок.
В 1841 году Палестина и Сирия вернулись под непосредственный контроль Турции. К этому времени численность еврейского населения Палестины удвоилась, в то время, как христианского и мусульманского — осталась без изменения.
К 1880 году население Палестины достигло 450 тысяч человек, из которых 24 тысячи составляли евреи. Большинство евреев страны по-прежнему жили в четырёх городах: Иерусалиме (где евреи составляли более половины всего 25-тысячного населения), Цфате (4 тыс.), Тверии (2,5 тыс.) и Хевроне (800), а также в Яффе (1 тыс.) и Хайфе (300). Иерусалим стал крупнейшим городом в стране. Более старую часть еврейского населения страны составляла сефардская община, в которую влились иммигранты из Северной Африки, Бухары, Ирана и других стран. Ашкеназская община состояла главным образом из восточноевропейских евреев, которые делились на хасидов и их противников — митнагдим. Подавляющее большинство евреев придерживалось строгой ортодоксии и подчинялось авторитету раввинов. Несмотря на поддержку из фондов халукки, евреи должны были тяжело трудиться под гнётом налогов, взимавшихся турецкими чиновниками. Тем не менее численность еврейского населения Эрец-Исраэль продолжала расти, особенно за счёт алии из Европы. Поток алии увеличился после открытия пароходного сообщения между Одессой и Яффой.

## Стремление евреев в Сион и зарождение политического сионизма

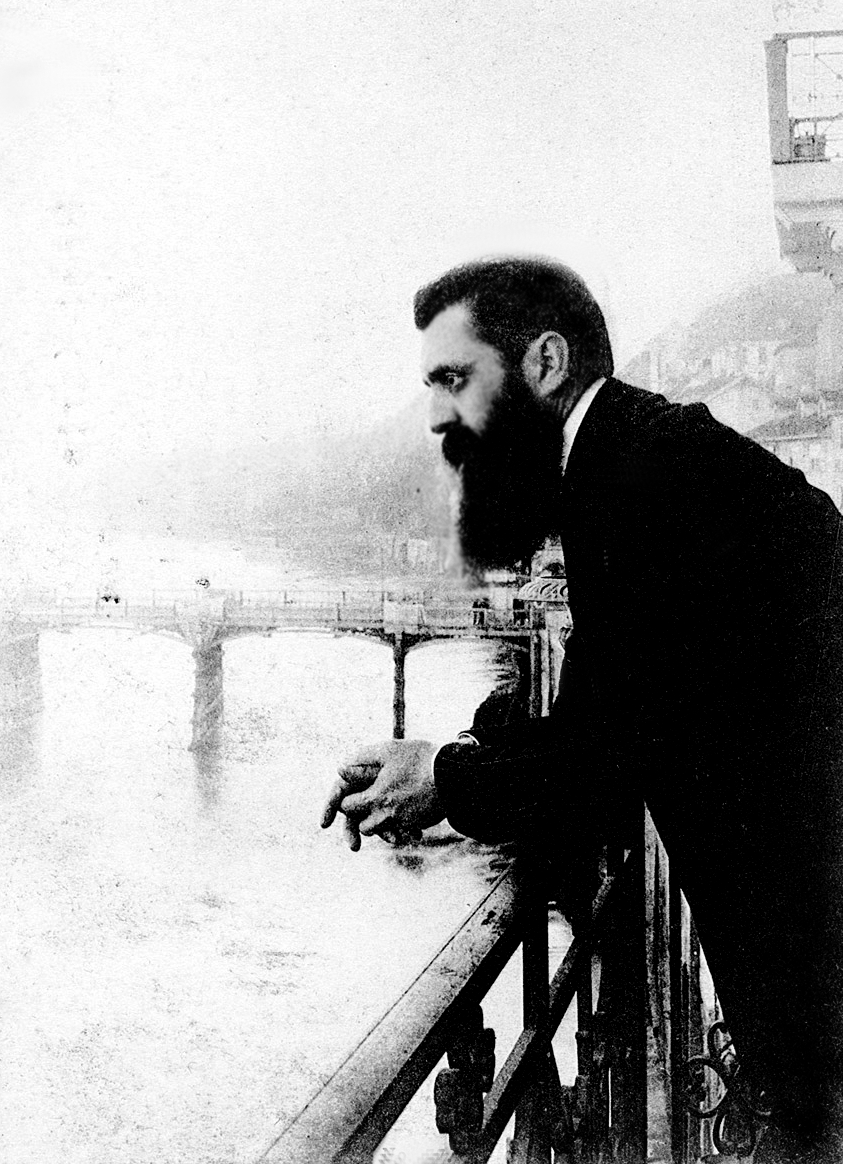
Теодор Герцль

Среди евреев, живших в диаспоре, всегда было распространено сильное желание возвратиться к Сиону и в Палестину. Эти надежды и устремления отражены в Библии: «И пойдут многие народы и скажут: придите, и взойдем на гору Господню, в дом Бога Иаковлева, и научит Он нас Своим путям и будем ходить по стезям Его; ибо от Сиона выйдет закон, и слово Господне — из Иерусалима.» (Ис. 2:3) и являются центральной темой еврейских молитв. Начиная с XII века преследование евреев христианской церковью привело к их притоку в Святую землю. В 1492 году этот поток существенно пополнился евреями, изгнанными из Испании, которые основали еврейскую общину Цфата.
Первая большая волна современной еврейской иммиграции, известная как Первая алия (ивр. עלייה‎), началась в 1881 году, когда евреи были вынуждены спасаться бегством от погромов в России.
Основателем политического сионизма — движения, которое ставило своей целью основание еврейского государства на земле Израиля, поднимая еврейский вопрос на международной арене — считается Теодор Герцль. В 1896 году Герцль опубликовал свою книгу «Еврейское государство» (нем. Der Judenstaat), в котором изложил своё видение будущего еврейского государства. Уже в следующем году Герцль руководил первым Всемирным сионистским конгрессом.

## Британский мандат в Палестине (1918—1948)

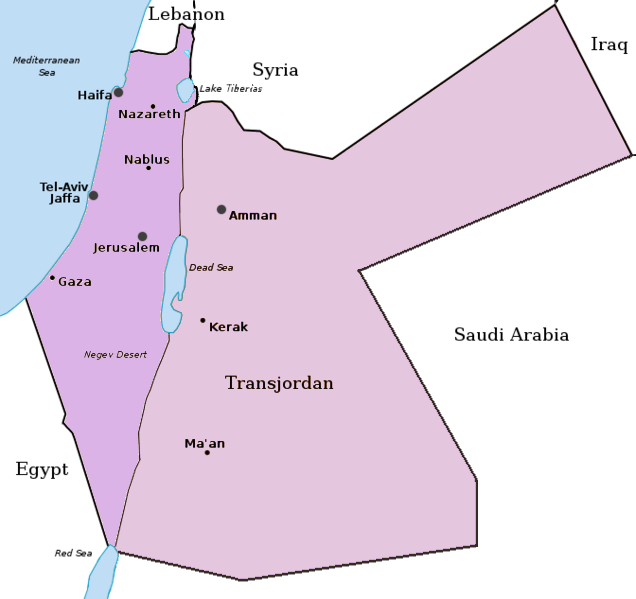
Территория британского мандата

Вторая алия (1904—1914) началась после Кишинёвского погрома. Приблизительно 40 тысяч евреев поселилось в Палестине. Большинство иммигрантов первой и второй алии были ортодоксальными евреями, но вторая алия включала в себя и социалистов, которые основали кибуцное движение.
Во время Первой мировой войны по инициативе В. Жаботинского и И. Трумпельдора в составе британской армии был сформирован «Еврейский легион», который оказал британским войскам помощь в завоевании Палестины. В ноябре 1917 года секретарь иностранных дел Великобритании Артур Бальфур издал документ, получивший впоследствии название Декларации Бальфура. В нём декларировалось, что Британия «смотрит положительно на основание в Палестине национального дома для еврейского народа».
В 1919—1923 гг. (Третья алия) в Палестину прибыли 40 тысяч евреев, в основном из Восточной Европы. Поселенцы этой волны были обучены сельскому хозяйству и могли развивать экономику. Несмотря на квоту иммиграции, установленную британскими властями, еврейское население выросло к концу этого периода до 90 тысяч. Болота Изреэльской долины и долины Хефер были осушены и земля сделана пригодной для сельского хозяйства. В этот период были основана федерация профсоюзов, Гистадрут.
Арабское сопротивление привело в 1920 году к Палестинским бунтам и формированию новой еврейской военной организации — «Хаганы» (на иврите «Оборона»).
На основании решений конференции в Сан-Ремо (1920) Лига Наций вручила в 1922 году Великобритании мандат на Палестину, объясняя это необходимостью «установления в стране политических, административных и экономических условий для безопасного образования еврейского национального дома».
В то время страну населяли преимущественно арабы-мусульмане, однако самый крупный город, Иерусалим, был преимущественно еврейским.
Из-за Яффских бунтов в самом начале Мандата, Британия ограничила еврейскую иммиграцию и отдала в 1921 году 3/4 территории мандата под отдельный эмират Трансиордания, из которого впоследствии (в 1946 году) было образовано независимое королевство Трансиордания, на территории которой было запрещено селиться евреям.
В 1924—1929 гг. (Четвёртая алия) в Палестину приехали 82 тысячи евреев, в основном в результате всплеска антисемитизма в Польше и Венгрии. Эта группа состояла во многом из семей среднего класса, которые переехали в растущие города, основав малые предприятия торговли и общественного питания и лёгкую промышленность. Впоследствии, однако, приблизительно 23 тысячи эмигрантов этой волны покинули страну.
Подъём нацистской идеологии в 1930-х гг. в Германии привёл к Пятой алие, которая была наплывом четверти миллиона евреев, спасавшихся от Гитлера. Этот наплыв закончился Арабским восстанием 1936—1939 годов и изданием в 1939 году Британией «Белой книги», которая фактически сводила на нет иммиграцию евреев в Палестину. Страны мира отказывались принимать евреев, спасавшихся от Холокоста, что вместе с запретом Великобритании на переселение в Палестину фактически означало смерть для миллионов. Для обхода запрета на иммиграцию в Палестину была создана тайная организация «Моссад ле-Алия Бет», которая помогала евреям нелегально добраться до Палестины и спастись от гибели.
По окончании Второй мировой войны еврейское население Палестины составляло 33 % по сравнению с 11 % в 1922 году.

## После создания Израиля
В конце 1947 года согласно решению ООН британскую Палестину было принято разделить на арабскую и еврейскую часть с предоставлением особого статуса району Иерусалима под управлением ООН, однако арабы не согласились с созданием Государства Израиль на территории, которую они считали своей. Начался затяжной арабо-израильский конфликт.

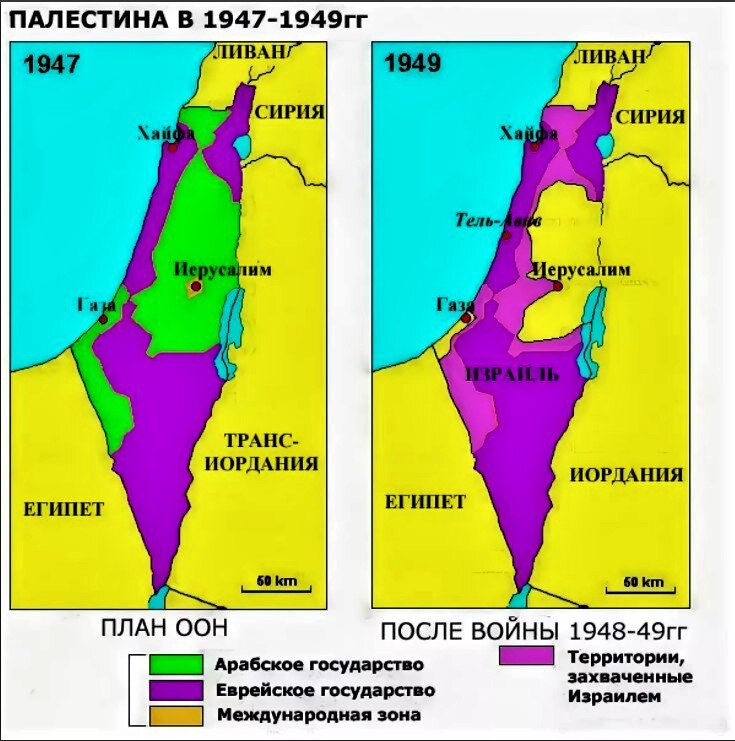
Раздел Палестины по плану ООН и итоги Арабо-Израильской войны 1948 г.

В результате первой арабо-израильской войны территория Палестины оказалась разделена между Израилем, Египтом и Трансиорданией.
Арабские активисты почти сразу перешли к террористическим атакам против Израиля. Большая часть терактов была организована и направлялась сотрудниками египетской разведки с территории сектора Газа и Иудеи и Самарии.
Арабов поддерживали международные организации и страны социалистического лагеря. В 1967 году в результате Шестидневной войны большая часть территории британской Палестины оказалась под контролем Израиля. В результате Первой палестинской интифады, начавшейся в 1987 году, были начаты переговоры ООП с Израилем, которые привели к Соглашениям в Осло. В 1994 году была создана Палестинская национальная администрация (ПНА) во главе с Ясиром Арафатом. Столицей ПНА стал город Рамалла.
В 2005 году Израиль в ходе реализации «Плана одностороннего размежевания» эвакуировал все еврейские поселения и вывел свои войска из сектора Газа.
В октябре 2023 года боевики ХАМАС вторглись на территорию Израиля, убив около 1200 человек и захватив около 200 заложников в сектор Газа. Вследствие чего, Израиль объявил о начале военной операции «Железные мечи» и ввёл войска на территорию анклава. Спустя 11 месяцев войны по данным палестинского Минздрава (может контролироваться ХАМАС), погибло более 40000 человек.